# Sparkassen Cup 1998
Sparkassen Cup 1998 — жіночий тенісний турнір, що проходив на закритих кортах з килимовим покриттям в Лейпцигу (Німеччина). Належав до турнірів 2-ї категорії в рамках Туру WTA 1998. Турнір відбувся вдев'яте і тривав з 2 до 8 листопада 1998 року. Несіяна Штеффі Граф здобула титул в одиночному розряді, її п'ятий на цих змаганнях, і заробила 79 тис. доларів.

## Фінальна частина

### Одиночний розряд
Штеффі Граф —  Наталі Тозья 6–3, 6–4
- Для Граф це був 2-й титул за сезон і 116-й — за кар'єру.

### Парний розряд
Олена Лиховцева /  Ай Суґіяма —  Манон Боллеграф /  Іріна Спирля 6–3, 6–7, 6–2
- Для Лиховцевої це був 3-й титул за сезон і 5-й — за кар'єру. Для Суґіями це був 5-й титул за сезон і 9-й — за кар'єру.